# Tinius Nagell-Erichsen
Einar Fredrik Åke "Tinius" Nagell-Erichsen, född 15 februari 1934, död 12 november 2007, var en norsk journalist, civilekonom och mediemagnat. Han var ättling till Christian Michael Schibsted som grundade Schibsted, och arbetade inom koncernen bland annat som styrelseordförande 1992–2002. Han var även huvudägare i Schibsted, mediekoncernen som bland annat äger Aftonbladet och Svenska Dagbladet.
Hans äldre syster Tini ville ha en syster istället för en bror och kallade honom Elsa, men efter ett tag gav hon upp och insåg att han skulle förbli pojke och började istället kalla honom Tinius. 